# 美術教育

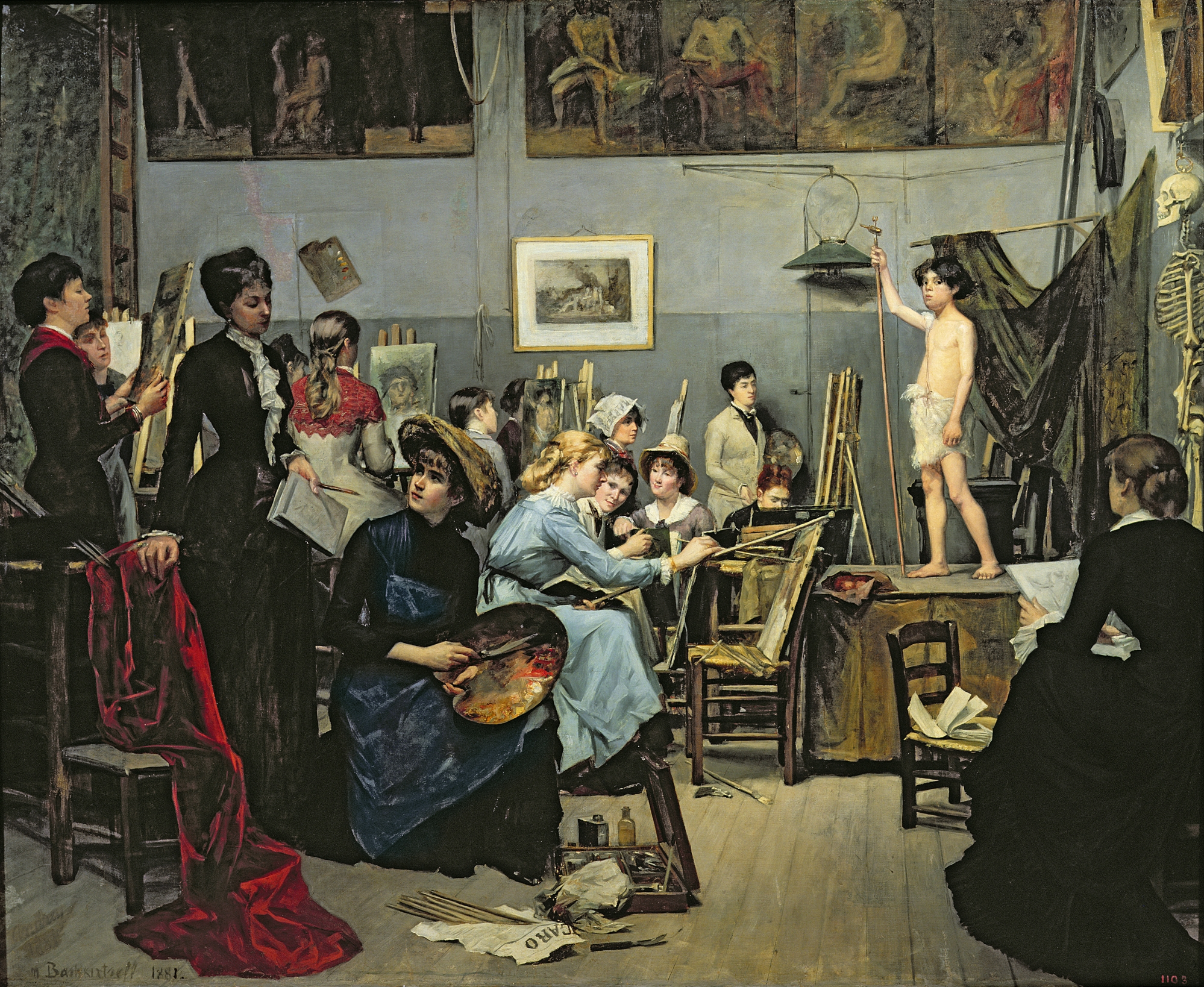
マリ・バシュキルツェフ「アトリエにて」 （1881年）。美術学校の風景を描いている

美術教育（びじゅつきょういく、Visual arts education）とは、視覚によって捉えることができる芸術（視覚芸術）を学ぶ分野である。スケッチ、絵画、彫刻、装身具、陶芸、織物、被服などが含まれ、これらの応用分野としては商業グラフィック、家具などがある。補完的テーマには、写真、映像（動画像）、映画、デザイン、コンピュータアートなどがある。
美術教育は生徒に対し、美術の製作技術を教え、また美術を批評・評価する技術を教える教育である。
伝統的にヨーロッパでは、美術はアトリエ方式で徒弟制度によって教えられており、ギルド制度（石工ギルド、金細工ギルド）が背景となっていた。

## 大学院での教育
日本では以下の通り。
- 北海道教育大学岩見沢校大学院 教育学研究科 教科教育専攻 美術教育専修
- 宮城教育大学大学院 教育学研究科 修士課程専攻 美術教育専修
- 東京学芸大学大学院 連合学校教育学研究科 博士課程 芸術系教育講座
- 東京学芸大学大学院 教育学研究科 修士課程 教育支援協働実践開発専攻 教育協働研究プログラム／教職大学院 教育実践専門職高度化専攻 強化領域指導プログラム美術・工芸教育サブプログラム
- 上越教育大学大学院 教育学研究科 修士課程 学校教育専攻 学校教育深化コース 芸能深化領域 美術分野
- 静岡大学大学院 教育学研究科 学校教育研究専攻
- 愛知教育大学大学院 教育学研究科 芸術教育専攻 美術教育専修
- 京都教育大学大学院 教育学研究科 教科教育専攻 美術教育専修
- 大阪教育大学大学院 教育学研究科 芸術文化専攻 美術研究コース
- 兵庫教育大学大学院 教育学研究科 人間発達教育専攻 芸術表現系教育コース 美術分野（修士課程／連合大学院博士課程）
- 奈良教育大学大学院 教育学研究科 教科教育専攻 造形表現（美術・書道）・伝統文化教育専修
- 鳴門教育大学大学院学校教育研究科（修士課程）教科・領域教育専攻 芸術系コース 美術部門
- 福岡教育大学大学院 教育学研究科 教育科学専攻 美術教育コース 美術・書道の各分野（美術科教育領域（美術・書道）／美術領域（絵画、彫刻、構成デザイン、工芸、美術理論・美術史、書道史、書道））